# Monstrancia

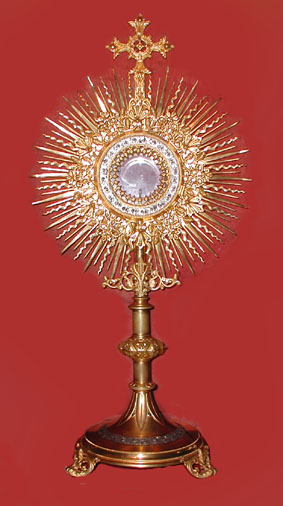
Hagyományos, Nap alakzatú monstrancia

A monstrancia vagy ostensorium (a latin monstro, illetve ostendo, ‘megmutatni, bemutatni’ igéből) a római katolikus egyházban az Eucharisztia ünnepélyes megmutatására szolgáló liturgikus edény, amelyben csiszolt kristályon vagy üvegen keresztül látható egy holdsarló alakú csiptetőbe (az ún. lunulába) fogott szentostya. Ünnepélyes szentségkitételkor (szentségimádás) vagy körmenet alkalmával használják. Magyar elnevezései: Úrmutató, szentségmutató. A magyar gótikus ötvösművészet egyik jelentős fennmaradt alkotása az 1430-as évekből származó szendrői monstrancia.
A monstrancia név Németországban keletkezett, Itáliában ostensoriónak nevezik. A monstrancia Úrnapja ünnepének elrendelése, 1264 után került használatba, az úrnapi körmenetnél.

## Felépítése
A monstrancia alsó része egy kehely alsó részének felépítését követi. A felső rész formája kezdetben torony, kápolna, vagy retabló alakú, a 16. században a szentostyát üveg- vagy kristályhengerrel vették körül, és ennek megfelelően díszítették. A 17. századtól a monstrancia lángoló sugarú Nap formát öltött, amellyel a fényességet és a méltóságot jelképezi. Különösen nemes és a legfinomabban megmunkált anyaga is (a természetben az istenség jelképei: arany, ezüst, aranyozott réz, drágakövek, gyöngyök stb.) az Oltáriszentség iránti tiszteletet fejezi ki. Ma általában aranyozzák. Az üvegezett középrész neve ostyaház, amelyben egy holdsarló alakú, arany vagy aranyozott ostyatartó állvány, az úgynevezett ’’lunula’’ van.

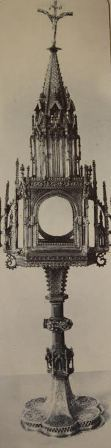
A szendrői gótikus monstrancia, a 15. századi magyar ötvösművészet egyik remeke

Méretét a hordozhatóság korlátozta, de őriznek Württembergben 86 cm-es (15. század), Pozsonyban 110 cm-es (1500), Tegernsee-ben 127 cm-es (15. század) monstranciát is.

## Ikonográfia
A monstrancia gyakori attribútuma az Oltáriszentséget különösen tisztelő szenteknek: Liguori Szent Alfonz, Páduai Szent Antal, Szent Borbála, Szent Damasus pápa (mert megnyitotta a katakombákat), Caracciolo Szent Ferenc, Szent Jácint, Assisi Szent Klára, Szent Norbert, Baylon Szent Paszkál, Születetlen Szent Rajmund, Aquinói Szent Tamás.